# Famille von Korff
La famille von Korff est une famille de la noblesse immémoriale de Westphalie qui subsiste toujours et dont une branche s'est installée en Livonie, en province de Prusse-Orientale et en Courlande, et a essaimé dans l'Empire russe.

## Historique

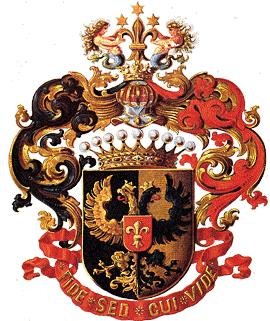
Armes du comte Modeste von Korff (1800-1876) en 1872

La première mention écrite de la famille date de 1241 avec le chevalier Henricus Corf. Une branche de la famille se nomme Korff von Schmising à partir de 1354. Un des descendants, Henricus II, est enterré à l'abbaye cistercienne de Marienfeld (en Westphalie). Ensuite le berceau de la famille se trouve au château d'Harkotten dans la principauté épiscopale de Münster.
C'est dans la seconde moitié du XVe siècle qu'apparaît en Courlande un Nicolaus von Korff dans les registres des chevaliers de l'ordre Teutonique. Le maître de l'ordre lui octroie la terre et la seigneurie de Preekuln. Son petit-fils Christian von Korff, seigneur de Tecken, est le fondateur d'une lignée cadette. La branche aînée est fondée par Nicolaus II, seigneur de Preekuln. Il devient colonel dans l'armée polonaise et Kriegsrat (conseiller de guerre), dont le pays est le suzerain des anciennes contrées germanophones de l'ordre. Le roi Étienne Bathory lui donne en 1585 les terres de Kreutzburg. Il épouse Gertrude von Rosen dont sont issus Christian II (1595) qui hérite de Preekuln, Nicolaus III (1585) qui hérite de Kreutzburg, et Wilhelm (1604) qui hérite de Föhmen dans l'actuelle Lituanie.
Nicolaus III von Korff est envoyé par le roi de Pologne en mission diplomatique à la cour du royaume de Danemark. Son fils Nicolaus IV, de son mariage avec Anna Magdalena von Rappe, obtient les terres de Tels et de Rolof en Courlande, et de Bledau (de) en province de Prusse-Orientale. Son fils Nicolaus V von Korff hérite de son mariage avec sa cousine Anna Dorothea von Korff la seigneurie de Preekuln (dont elle était l'unique héritière) qui est instituée en majorat pour son fils Christian III (né en 1676) en 1707. Comme il meurt sans héritier, c'est son frère Nicolaus VI qui obtient le majorat. Il acquiert de son mariage avec Constantina Ursula von der Walen le terres de Nerft et de Salwen. Ses fils Benjamin Christian, Friedrich Siegmund et Nicolaus Ernst fondent trois nouvelles lignées. La première s'éteint avec Hermann en 1834, la deuxième fondée par Friedrich Siegmund (1730-1797), conseiller d'État secret de l'Empire russe, seigneur de Nerft, Brucken, Schönberg, Salwen, Memelhof, Tanjamen, Loberez, etc., devient la branche Brucken-Schönberg. La troisième fondée par Nicolaus Ernst von Korff (1734-1787), chambellan à la cour de Pologne, devient la branche de Kreutzburg.
La famille von Korff devient l'une des familles les plus brillantes de cette époque et obtient le titre de baron et de comte. C'est sous le nom de Baronne de Korff , pseudonyme de la marquise de Tourzel que la famille royale tenta de fuir Paris en 1791.
Le baron Modest Andrejewitsch von Korff (de) (1800-1876), de la branche de Preekuln, fut un homme d'État de premier rang de la Russie impériale. Il fut président de la bibliothèque impériale et fut élevé au rang de comte russe en 1872.
La branche demeurée en Westphalie se distingue avec le baron Clemens August von Korff (de la branche Schmising) qui fut grand-maréchal de la cour de l'évêque-électeur de Cologne et de la principauté épiscopale de Münster. Il est élevé au rang de comte en 1816, par le roi de Prusse. Son petit-fils, le comte Clemens von Korff (de), seigneur de Tatenhausen, est député de la chambre des seigneurs de Prusse et administrateur de l'arrondissement de Münster (de) et de l'arrondissement d'Halle-en-Westphalie (de)

## Branche de Courlande
L'immatriculation à la noblesse de Courlande a lieu en 1631 pour le baron Alexandre von Korff, lieutenant-colonel. Un oukaze du sénat impérial russe confirme les titres et privilèges de ses descendants  pour la Russie en 1853 et en 1862.

## Estonie
L'assemblée de la noblesse du gouvernement d'Estland (Estonie) enregistre le 14 novembre 1861 la baron Nikolaï von Korff (1793-1869), général d'artillerie de l'armée impériale et conseiller d'État. C'est la branche de Waiwara. Le baron Franck von Korff (1905) est immatriculé pour ses terres d'Arensburg.

## Branche de Brucken-Schönberg
Modeste von Korff (1800-1876) est immatriculé le 7 février 1836 à l'assemblée de la noblesse du gouvernement d'Estland. Il est conseiller actuel et secrétaire d'État dans la table des Rangs. Il devient comte en 1872, conseiller d'État secret actuel, chambellan et président du premier département du conseil d'État.

## Branche de Kreutzburg
Le baron Nikolaï von Korff est immatriculé en 1864 pour ses domaines de Kreutzburg, dans les registres de la noblesse de Livonie.

## Branche de Schönbruch
Le baron Friedrich von Korff confirme son titre de baron pour  ses domaines de Schönbruch près de Friedland, en province de Prusse-Orientale.

## Branche de Dammer
Le titre de baron est confirmé à Vienne en 1892 pour le baron Adolf von Korff, commandant au 5e bataillon de chasseurs d'Autriche-Hongrie, pour ses domaines de Silésie

## Branche d'Harkotten
Le royaume de Prusse confirme le titre de baron pour le baron August von Korff, seigneur d'Harkotten, le 1er août 1844.

## Branche de Sutthausen
Le baron Werner von Korff se voit confirmer ses titres et privilèges en 1886, 1887 et 1908 pour ses différents domaines.

## Branche de Tatenhausen
Le baron Friedrich Matthias von Korff, seigneur de Tatenhausen, Willenburg et Wittenstein, se voit confirmer ses privilèges et titres en 1692 pour le Saint-Empire.

## Branche de Waghorst
Le baron Heinrich von Korff se voit confirmer ses titres et privilèges en 1846 par le roi de Prusse.

## Branche Korff-Krokisius
Le lieutenant Edmund Krokisius, fils adoptif du baron Heinrich von Korff zu Waghorst, obtient le droit en 1852 de porter le nom de Korff-Krokisius.. Son fils Maximilian, capitaine au 49e régiment d'infanterie de l'armée prussienne, obtient les privilèges de la noblesse en 1893.

## Personnalités

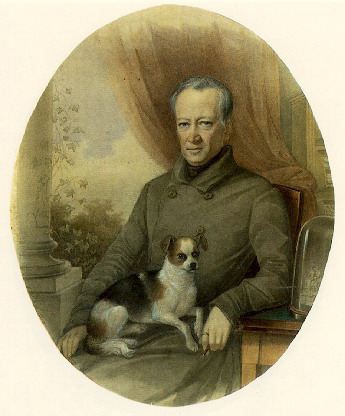
Portrait du comte Modeste Andreevich von Korff

- Johann Albrecht von Korff (1697-1766), diplomate, président de l'académie impériale des sciences
- Nikolaus Friedrich von Korff (de) (1710-1766), officier de l'armée impériale russe
- Clemens von Korff (de) (1781-1850), administrateur de l'arrondissement de Münster (de) et de l'arrondissement d'Halle-en-Westphalie (de)
- Peter Anton von Korff (de) (1787-1864), général prussien
- Clemens von Korff (de) (1791-1864), administrateur de l'arrondissement de Warendorf (de) et de l'arrondissement de Münster (de)
- Jakob Nikolaus Johann von Korff (ru) (1793-1869), général d'artillerie de l'armée impériale de Russie
- Modeste Andreevich von Korff (ru) (1800-1876), homme d'État russe
- Fiodor von Korff (ru) (1803-1853), homme de lettres
- Heinrich von Korff (de) (1792-1860), administrateur de l'arrondissement de Minden (de)
- Klemens von Korff (de) (1804-1922), administrateur de l'arrondissement d'Halle-en-Westphalie (de)
- Vassili von Korff (ru) (1807-1883), général de l'armée impériale de Russie, combattant de la guerre de Crimée
- Maximilian von Korff (de) (1809-1861), administrateur de l'arrondissement de Lüdinghausen (de)
- Marie Ferdinandovna von Korff, épouse de Dimitri Nikolaïevitch Nabokov (1827-1904), grand-mère de Vladimir Nabokov
- Andreï von Korff (en) (1831-1893), général de cavalerie de l'armée impériale de Russie
- Klemens von Korff (de) (1834-1921), administrateur de l'arrondissement d'Halle-en-Westphalie (de)
- Nikolaï von Korff (1834-1883), pédagogue
- Friedrich Bernard Hubert von Korff (de) (1865-1928), administrateur de l'arrondissement de Malmedy
- August von Korff (de) (1880-1959), administrateur de l'arrondissement de Warendorf (de)
- Fritz von Korff (de) (1943-), général allemand
- Freya von Korff (de) (1986-), femme de lettres allemande